# Bupyeong-gu
Bupyeong-gu es una de las 10 divisiones administrativas (ocho salas y dos condados) que componen Incheon, Corea del Sur. Bupyeong-gu comprende una superficie de 12,35 kilómetros cuadrados (31,98 kilómetros cuadrados), y tiene una población de 553.961. Se encuentra al norte de Namdong-gu, al este de Seo-gu, y al sur de Gyeyang-gu. La ciudad de Bucheon, en la vecina provincia de Gyeonggi, comprende su límite oriental.

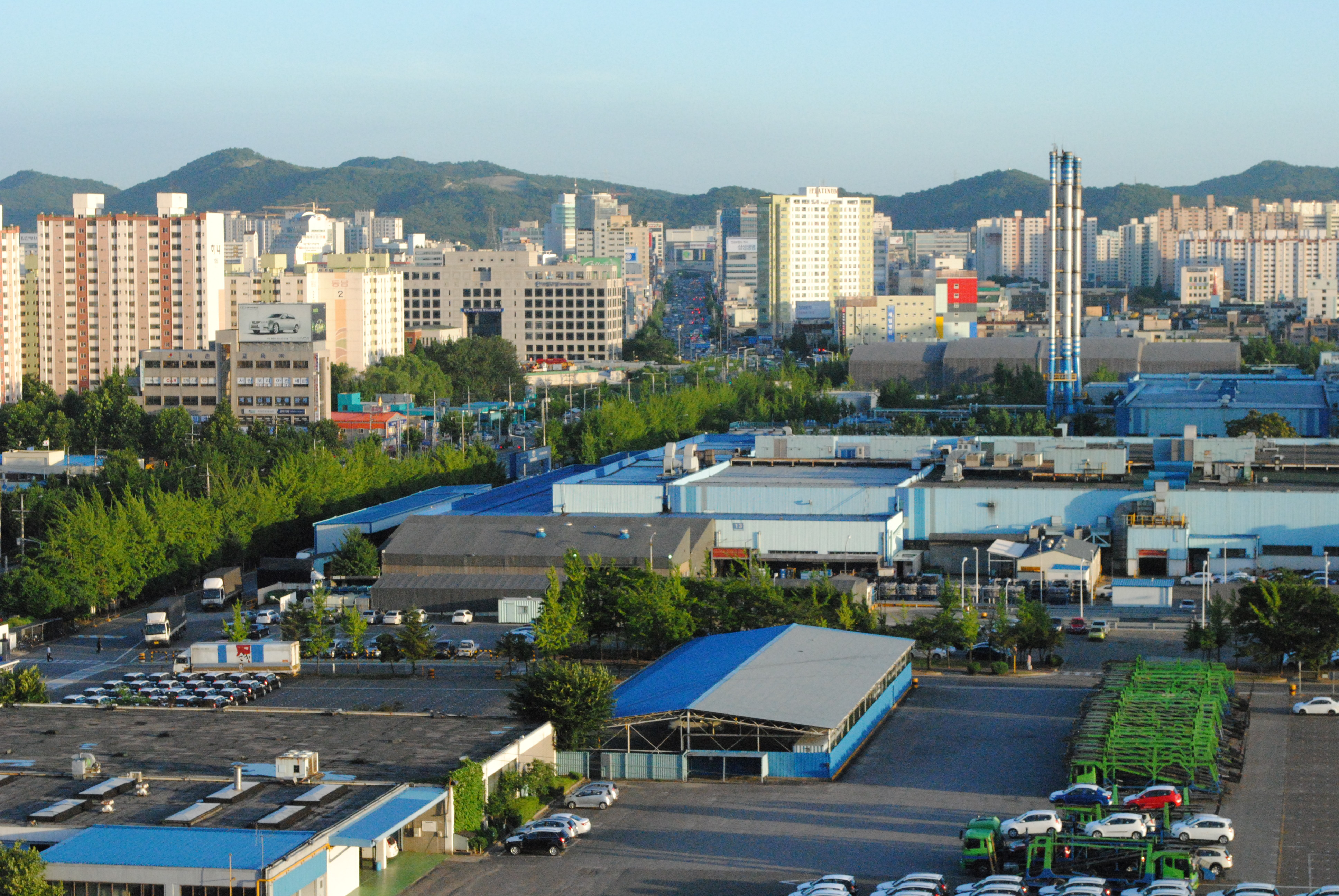
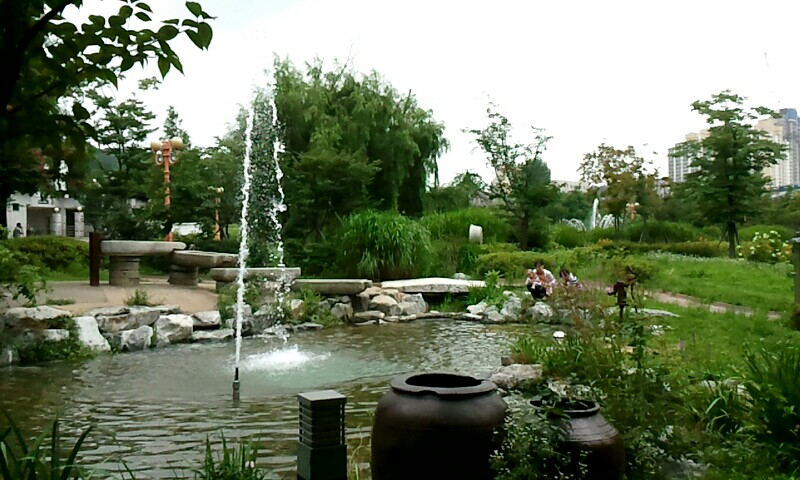

## Divisiones administrativas
- Bupyeong 1 al 6 Dong
- Sangok 1 a 4 Dong
- Bugae 1-3 Dong
- Cheongcheon 1 y 2 Dong
- Galsan 1 y 2 Dong
- Samsan 1 y 2 Dong
- Sipjeong 1 y 2 Dong

- Ilsin-dong (dividida a su vez en Ilsin-dong y Gusan-dong)